# Kinorhyncha
Embranchement
Synonymes
- Echinoderes Reinhard, 1881
- Echinodera

Les Kinorhyncha (Kinorhynches en français) sont un embranchement de petits animaux ecdysozoaires faisant partie du meiobenthos. On en connait plus de 220 espèces réparties dans 28 genres. Ils vivent actuellement dans les sédiments marins jusqu'à 6 000 m de profondeur.

## Systématique
L'embranchement des Kinorhyncha est attribué, en 1881, au zoologiste russe Vladimir Vasilyevich Reinhard (d) (185x-1912).

## Classification
Selon Sørensen et al., 2015 :
- Classe Allomalorhagida Sørensen, Dal Zotto, Rho, Herranz, Sánchez, Pardos & Yamasaki, 2015
  - Dracoderidae Higgins & Shirayama, 1990
  - Franciscideridae Sørensen, Dal Zotto, Rho, Herranz, Sánchez, Pardos & Yamasaki, 2015
  - Pycnophyidae Zelinka, 1896
  - Neocentrophyidae Higgins, 1969
- Classe Cyclorhagida Zelinka, 1896
  - Ordre Echinorhagata Sørensen, Dal Zotto, Rho, Herranz, Sánchez, Pardos & Yamasaki, 2015
    - Echinoderidae Butschli, 1876

  - Ordre Kentrorhagata Sørensen, Dal Zotto, Rho, Herranz, Sánchez, Pardos & Yamasaki, 2015
    - Antygomonidae Adrianov & Malakhov, 1994
    - Cateriidae Gerlach, 1956
    - Centroderidae Zelinka, 1896
    - Semnoderidae Remane, 1929
    - Zelinkaderidae Higgins, 1990

  - Ordre Xenosomata Zelinka, 1907
    - Campyloderidae Remane, 1929

## Galerie

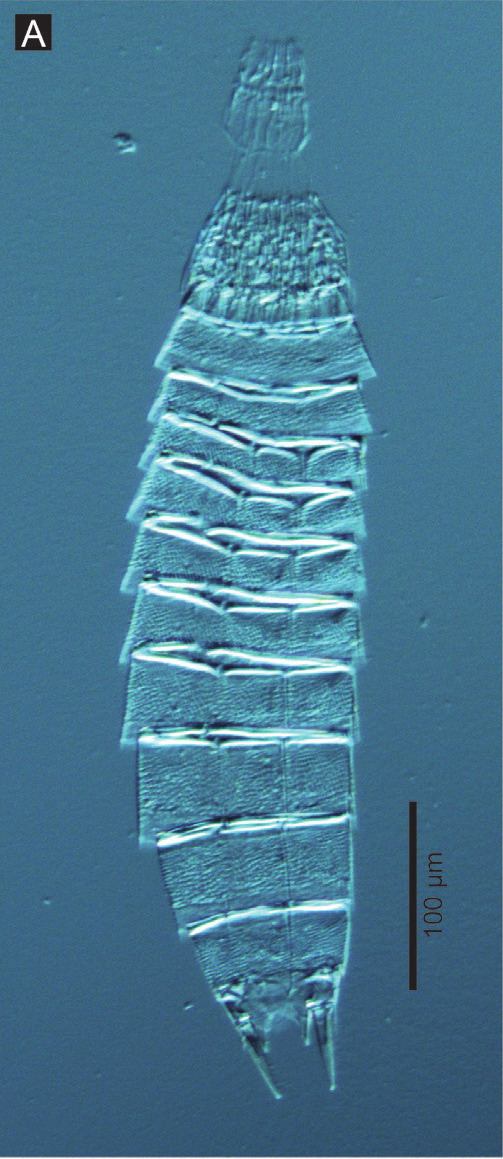
Echinoderes hwiizaa
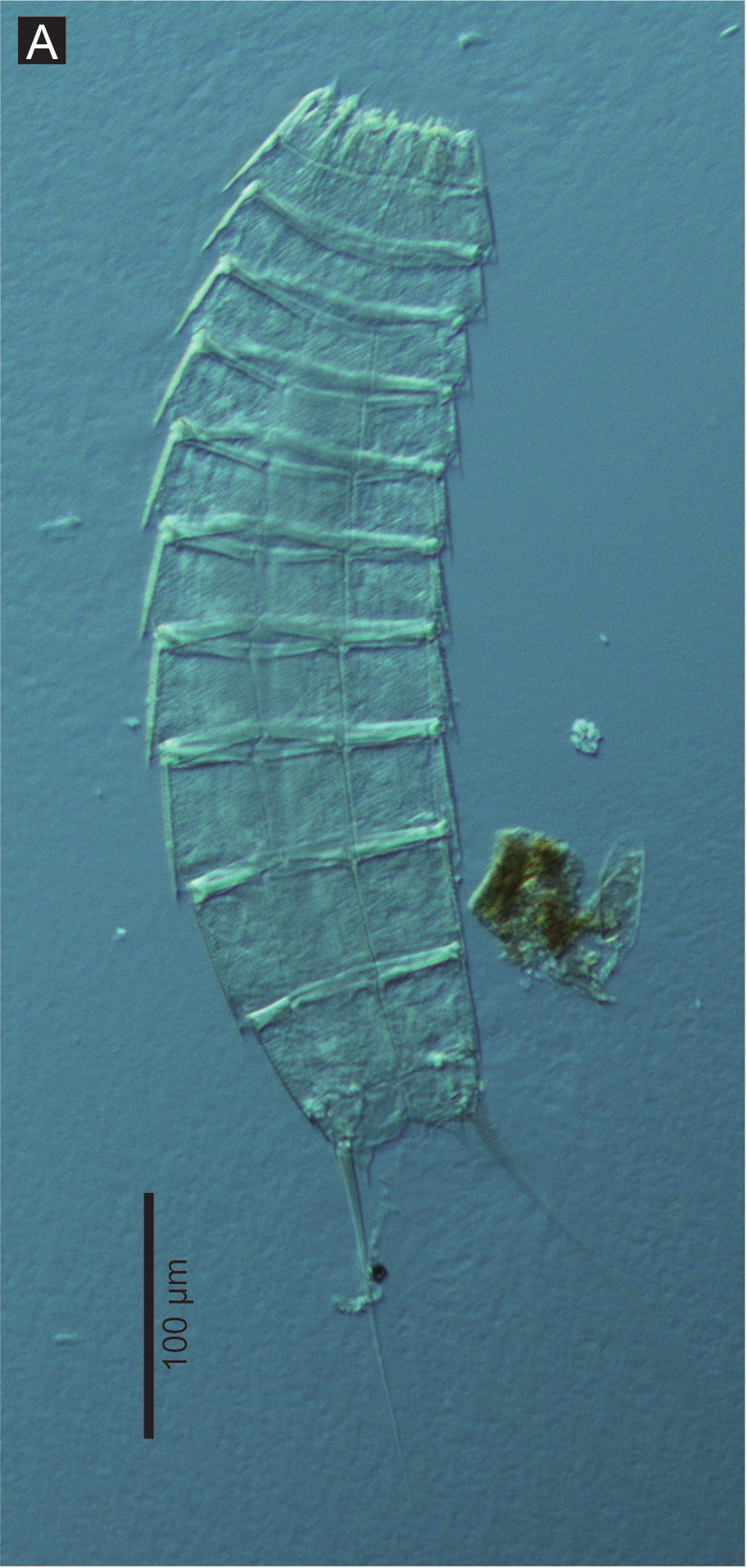
Anatomie de Echinoderes spinifurca
- Echinoderes komatsui

## Publication originale
- Reinhard, 1881 : « Über Echinoderes und Desmoscolex der Umgegend von Odessa ». Zoologisher Ameiger, vol. 4, no 97, p. 588-592 (lire en ligne).